# Frank Large
Frank Large (Leeds, 26 gennaio 1940 – 8 agosto 2003) è stato un calciatore inglese.

## Caratteristiche tecniche
Di ruolo attaccante centrale, viene ricordato per l'energia messa in campo e per il comportamento corretto.
Per le sue qualità fu apprezzato da Bobby Robson e Ron Atkinson.

## Carriera
Large esordisce tra i professionisti nel 1958, all'età di 18 anni, nella quarta divisione inglese con l'Halifax Town, club con nel quale nonostante la giovane età conquista in breve tempo un posto da titolare, segnando in totale 50 reti in 133 partite di campionato nell'arco di tre stagioni e mezzo, fino alla sua cessione ai londinesi del QPR, con i quali conclude la stagione 1961-1962 andando in rete per 5 volte in 18 presenze nel campionato di terza divisione.
Successivamente si trasferisce al Northampton Town, con cui mette a segno 30 reti, decisive per la vittoria del campionato di quarta divisione; l'anno seguente segna poi 4 reti in 17 presenze in terza divisione con lo Swindon Town, che a fine stagione lo cede al Carlisle Utd: qui, tra il 1964 ed il gennaio del 1966 Large mette a segno complessivamente 18 reti in 51 partite di campionato, vincendo la terza divisione nella stagione 1964-1965 e giocando in seconda divisione nella prima metà dell'annata seguente. Dal gennaio all'ottobre del 1966 è invece tesserato dell'Oldham Athletic, club di terza divisione, con il quale va in rete per complessive 18 volte in 34 presenze; fa quindi ritorno al Northampton Town, neoretrocesso in seconda divisione, con cui pur segnando 15 reti in 34 presenze non riesce ad evitare un'ulteriore retrocessione in terza divisione.
Nell'estate del 1967 i Cobblers lo cedono al Leicester City: con le Foxes l'attaccante di Leeds fa quindi il suo esordio in prima divisione, all'età di 26 anni: la stagione, che si rivela anche essere la sua unica in carriera in tale categoria, è complessivamente positiva, dal momento che lo vede andare in gol per 8 volte in 26 partite di campionato giocate, ma a fine stagione il Leicester City lo cede al Fulham, in seconda divisione: anche con i Cottagers Large rimane in squadra per una sola stagione, nella quale totalizza complessivamente 24 presenze e 3 reti in incontri di campionato; nell'estate del 1969 torna per la terza volta in carriera al Northampton Town, il club in cui ha trascorso il maggior numero di anni in carriera, che nel frattempo dopo i fasti degli anni '60 era appena retrocesso in quarta divisione: in questa sua terza parentesi nel club, che a differenza delle precedenti dura per tre stagioni, Large totalizza complessivamente 136 presenze e 43 reti in incontri di campionato (riuscendo peraltro così ad aver segnato almeno un gol in tutti i campionati dalla seconda alla quarta divisione con i Cobblers), per poi passare al Chesterfield: qui, gioca tutte e 46 le partite della Fourth Division 1972-1973, segnando anche 15 gol.
Nel 1974 si trasferisce negli Stati Uniti d'America per giocare nella NASL con la franchigia dei Baltimore Comets, ottenendo il raggiungimento dei quarti di finale nella North American Soccer League 1974.
Terminata l'esperienza americana, torna in patria per giocare nel Kettering Town. 
Dopo aver lasciato il calcio giocato, andò a lavorare in fabbrica.
Il figlio Paul ha scritto un libro sulla carriera agonistica del padre, "Have Boots Will Travel".
In carriera ha totalizzato complessivamente 569 presenze e 209 reti nei campionati della Football League.

## Palmarès

### Club

#### Competizioni nazionali
- Third Division: 2

Northampton Town: 1962-1963
Carlisle United: 1964-1965